# Клёппель, Отто
Отто Фердинанд Юлиус Клёппель (нем. Otto Ferdinand Julius Kloeppel; 10 октября 1873, Кёльн — 23 января 1942, Гданьск) — немецкий архитектор, профессор.

## Биография
11 ноября 1933 года Отто Клёппель был среди более 900 ученых и преподавателей немецких университетов и вузов, подписавших «Заявление профессоров о поддержке Адольфа Гитлера и национал-социалистического государства».

## Работы
- Friderizianisches Barock. 1908.
- Westpreußischer Architekten- und Ingenieur-Verein (Hrsg.): Danzig und seine Bauten. W. Ernst & Sohn, Berlin 1908. (соавтор)
- Danzig am Scheidewege (1628—1928). Stilke, Danzig 1928.
- Die Marienkirche in Danzig und das Hüttengeheimnis vom Gerechten Steinmetzengrund. Kafemann, Danzig 1935.
- Das Stadtbild von Danzig in den drei Jahrhunderten seiner großen Geschichte. Kafemann, Danzig 1937.